# Liste der denkmalgeschützten Objekte in Würflach
Die Liste der denkmalgeschützten Objekte in Würflach enthält die 9 denkmalgeschützten, unbeweglichen Objekte der Gemeinde Würflach im niederösterreichischen Bezirk Neunkirchen.

## Denkmäler
| Foto |                 | Denkmal                                                                | Standort                                                     | Beschreibung | Metadaten |
| ---- | --------------- | ---------------------------------------------------------------------- | ------------------------------------------------------------ | --- | --- |
| ja   | Datei hochladen | Bildstock HERIS-ID: 80466 Objekt-ID: 94207                             | vor Gerasdorfer Straße 174 Standort KG: Würflach             | Tabernakelbildstock aus dem 17. Jahrhundert (?) | BDA-Hist.: Q38173864 Status: § 2a Stand der BDA-Liste: 2025-06-30 Name: Bildstock GstNr.: 1659                                                       |
| ja   | Datei hochladen | Kath. Pfarrkirche hl. Anna HERIS-ID: 50888 Objekt-ID: 56362            | bei Neunkirchner Straße 81 Standort KG: Würflach             | 1353 urkundlich Filiale der Pfarre St. Lorenzen am Steinfeld, eventuell romanischer Vorbau, im 15. Jahrhundert als spätgotischer Bau errichtet, 1683 schwere Schäden durch die Türkenbelagerung (Einsturz des Dachstuhls, Anhebung des Bodenniveaus), 1685 Wiederaufbau, 1731/33 barocker Turmaufsatz anstelle des zerstörten, 1743 Wölbung des Baues | BDA-Hist.: Q28653993 Status: § 2a Stand der BDA-Liste: 2025-06-30 Name: Kath. Pfarrkirche hl. Anna GstNr.: .64 Wehrkirchenbezirk Würflach            |
| ja   | Datei hochladen | Pfarrhof HERIS-ID: 80453 Objekt-ID: 94194                              | Neunkirchner Straße 81 Standort KG: Würflach                 | zweigeschoßiger Bau, Mittelachse mit Rundbogennische und Figur hl. Josef, Inschriftentafel mit Chronogramm 1890 | BDA-Hist.: Q38173823 Status: § 2a Stand der BDA-Liste: 2025-06-30 Name: Pfarrhof GstNr.: 222/2                                                       |
| ja   | Datei hochladen | Bildstock HERIS-ID: 80473 Objekt-ID: 94214                             | Weinweg Standort KG: Würflach                                | Scheidewegpfeiler mit Tabernakelaufsatz unter Pyramidenhelm, 17. Jahrhundert | BDA-Hist.: Q38173891 Status: § 2a Stand der BDA-Liste: 2025-06-30 Name: Bildstock GstNr.: 1667                                                       |
| ja   | Datei hochladen | Herz-Jesu-Kapelle (Sebastianskapelle) HERIS-ID: 80452 Objekt-ID: 94193 | gegenüber Neunkirchner Straße 81 Standort KG: Würflach       | Die um 1500 errichtete Kapelle ist südlich parallel zur Pfarrkirche errichtet und war ursprünglich in die Wehrmauer eingebunden. Ursprünglich war die Kapelle den hll. Sebastian und Rochus geweiht und wurde im 17./18. Jahrhundert dem Verfall preisgegeben. 1878 bis 1892 erfolgte eine Wiederinstandsetzung; das Bauwerk wurde 1885 als Herz-Jesu-Kirche neu geweiht. In den Jahren 1968 bis 1982 diente sie als Aufbahrungshalle.                                                                         | BDA-Hist.: Q38173814 Status: § 2a Stand der BDA-Liste: 2025-06-30 Name: Herz-Jesu-Kapelle (Sebastianskapelle) GstNr.: .65 Wehrkirchenbezirk Würflach |
| ja   | Datei hochladen | Wehrkirchhof HERIS-ID: 80454 Objekt-ID: 94195                          | in der Nähe von Neunkirchner Straße 81 Standort KG: Würflach | Die Wehrmauer wurde im 15. Jahrhundert errichtet und umfasste ursprünglich den ganzen Kirchhof. 1840 wurde wegen der Friedhofserweiterung die Mauer teilweise geschleift. | BDA-Hist.: Q38173834 Status: § 2a Stand der BDA-Liste: 2025-06-30 Name: Wehrkirchhof GstNr.: 1648/2 Wehrkirchenbezirk Würflach                       |
| ja   | Datei hochladen | Flur-/Wegkapelle HERIS-ID: 80479 Objekt-ID: 94220                      | bei Hettmannsdorfer Straße 22 Standort KG: Hettmannsdorf     | Pankratiuskapelle, „Zur unbefleckten Empfängnis“ geweihter Bau von 1908 im neugotischen Stil | BDA-Hist.: Q38173907 Status: § 2a Stand der BDA-Liste: 2025-06-30 Name: Flur-/Wegkapelle GstNr.: 588/2                                               |
| ja   | Datei hochladen | Wohnhaus HERIS-ID: 71718 Objekt-ID: 84912                              | Weidenweg 9 Standort KG: Hettmannsdorf                       | Das Gebäude bildet zusammen mit dem benachbarten Haus Weidenweg 127, mit dem es durch eine geschweifte Tormauer mit einem rundbogigen Durchfahrtsportal verbunden ist, einen Paarhof und war der Wohntrakt des Hofs. Das Im Kern aus dem 18. Jahrhundert stammende Haus ist mit einem Schopfwalmdach versehen, die Fassade zeigt Putzbandgliederung, die Fenster haben barocke Rahmungen und im Erdgeschoß Klostergitter. Die gemalte Darstellung der Madonna in einem ovalen Spiegel ist mit 1987 bezeichnet. | BDA-Hist.: Q38128258 Status: Bescheid Stand der BDA-Liste: 2025-06-30 Name: Wohnhaus GstNr.: .11/1                                                   |
| ja   | Datei hochladen | Bauernhof (Anlage) HERIS-ID: 34064 Objekt-ID: 31974                    | Weidenweg 127 Standort KG: Hettmannsdorf                     | Der ehemalige Wirtschaftstrakt eines Paarhofs, der durch eine geschweifte Tormauer mit Rundbogenportal mit dem Wohntrakt (Weidenweg 9) verbunden ist, stammt im Kern aus dem 18. Jahrhundert und trägt ein Schopfwalmdach. Die Fassade ist durch Putzbänder gegliedert. | BDA-Hist.: Q37955917 Status: Bescheid Stand der BDA-Liste: 2025-06-30 Name: Bauernhof (Anlage) GstNr.: .11/2                                         |